# Ambrose Philips
Ambrose Philips (Shropshire, 1674 – Londra, 18 giugno 1749) è stato un poeta e politico inglese.

## Biografia
Dopo aver frequentato il Shrewsbury School e il St John's College a  Cambridge lavorò con Jacob Tonson. Fu deputato di Armagh al parlamento d'Irlanda, scrisse le pastorali per cui diventò tanto famoso che venne chiamato "Pastoral Philips".